# Tirrenia
Tirrenia is een plaats (frazione) in de Italiaanse gemeente Pisa.
De plaats is gelegen aan de Ligurische Zee, ten zuiden van Marina di Pisa en ten noorden van Calambrone.
Tirrenia werd gebouwd onder het fascistische bewind van Benito Mussolini, die de plaats wilde doen uitgroeien tot een parel van de Middellandse Zee. Verschillende Italiaanse architecten werden betrokken bij de bouw van weeshuizen en villa's. In de jaren vijftig van de twintigste eeuw richtten Amerikaanse troepen nabij Tirrenia een militair complex op, Camp Darby. Tot de jaren zeventig werd de plaats hierna vooral door Amerikaanse families bevolkt. Tegenwoordig heeft Tirrenia vooral een toeristische functie. 